# 西原清東

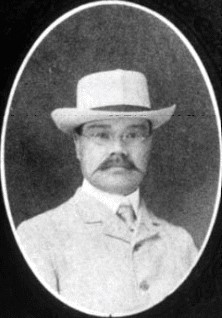
同志社第4代目社長西原清東

西原 清東（さいばら せいとう、さいばら きよき、1861年10月11日（文久元年9月8日） - 1939年（昭和14年）4月11日）は、高知県出身の衆議院議員、同志社第4代社長（現在の総長）。のちに日本を離れてアメリカや南米で農場を経営した。

## 経歴
土佐国高岡郡出間村（現・土佐市）で十寸弥と金の長男として生まれる。1875年陶冶学校、1876年立志学舎、1880年茂松法学校で学ぶ。1881年、請われて福島県三春の正道館講師を務める。1883年、山脇泰子と結婚、翌年息子清顕が生まれる。1886年、代言人試験に合格。1887年、代言業を始める。1890年神戸に転居、多聞協会で受洗。
板垣退助や片岡健吉などに従って、自由民権運動に参加。1890年大阪に転居、代言業を開業。1896年北米社の農場名義人になる。その後、1898年第6回衆議院議員総選挙にて衆議院議員に当選。東京に転居。1899年同志社社長に就任。1902年同志社社長・衆議院議員辞職。
1903年ハートフォード神学校（en）へ留学。同年帰化権申請を行う。1906年テキサス州に約800エーカーの土地を所有、稲作経営。1918年ウェブスター（ヒューストン郊外）の農場を息子清顕に任せ単身ブラジルに行き農業経営を試みるも失敗、1932年テキサスに帰る。1939年ウェブスターにて没す。墓は同地のフェアビュー墓地。

## 備考
- 「神力」という種米を持参、後にアメリカ米の元になった。
- 最盛期には1500エーカーの耕作地を所有
- サイバラ・アサヒは当時最高品種として登録された。
- ウェブスターの農場跡地に史跡の碑が立つ。
- 現在の農場跡地はNASAが所有。

## 参考資料
「高知県人名事典」高知市民図書館、1970年。